# EM i kortbanesvømning 2008
Europamesterskaberne i kortbanesvømning 2008 var det 14. EM i kortbanesvømning, og mesterskabsstævnet blev arrangeret af LEN og afviklet i Rijeka i Kroatien i perioden 11. – 14. december 2008.

## Medaljestatistik
| Plac. | Land           | Guld | Sølv | Bronze | Total |
| ----- | -------------- | ---- | ---- | ------ | ----- |
| 1.    | Rusland        | 8    | 2    | 4      | 14    |
| 2.    | Frankrig       | 7    | 9    | 4      | 20    |
| 3.    | Italien        | 5    | 5    | 8      | 18    |
| 4.    | Holland        | 5    | 2    | 2      | 9     |
| 5.    | Spanien        | 2    | 3    | 2      | 7     |
| 6.    | Kroatien       | 2    | -    | 2      | 4     |
| 7.    | Slovenien      | 2    | -    | 1      | 3     |
| 8.    | Tyskland       | 1    | 3    | 2      | 6     |
| 9.    | Danmark        | 1    | 2    | 3      | 6     |
| 10.   | Ukraine        | 1    | 2    | 1      | 4     |
|       | Østrig         | 1    | 2    | 1      | 4     |
| 12.   | Serbien        | 1    | 1    | -      | 2     |
|       | Sverige        | 1    | 1    | -      | 2     |
| 14.   | Storbritannien | 1    | -    | 4      | 5     |
| 15.   | Finland        | 1    | -    | -      | 1     |
| 16.   | Ungarn         | -    | 3    | 1      | 4     |
| 17.   | Schweiz        | -    | 1    | 1      | 2     |
| 18.   | Litauen        | -    | 1    | -      | 1     |
|       | Norge          | -    | 1    | -      | 1     |
| 20.   | Polen          | -    | -    | 1      | 1     |
|       | Slovakiet      | -    | -    | 1      | 1     |

## Medaljevindere

### Mænd
| Disciplin     | Guld                                                          | Tid      | Sølv | Tid      | Bronze                                                     | Tid      |
| ------------- | ------------------------------------------------------------- | -------- | --- | -------- | ---------------------------------------------------------- | -------- |
| Fri stil      |                                                               |          | |          |                                                            |          |
| 50 m          | Amaury Leveaux                                                | 20,63    | Frederick Bousquet | 20,69    | Duje Draganja Jevgenij Lagunov                             | 21,15    |
| 100 m         | Amaury Leveaux                                                | 44,94    | Fabian Gilot | 45,84    | Filippo Magnini                                            | 46,62    |
| 200 m         | Daniil Izotov                                                 | 1:43,09  | Dominik Miechtry | 1:43,11  | Massimiliano Rosolino                                      | 1:43,52  |
| 400 m         | Paul Biedermann                                               | 3:37,73  | Massimiliano Rosolino | 3:39,33  | Mads Glæsner                                               | 3:39,77  |
| 1500 m        | Federico Colbertaldo                                          | 14:24,21 | Vitalij Romanovitj | 14:29,64 | Samuel Pizzetti                                            | 14:31,60 |
| 4 × 50 m      | Alain Bernard Fabien Gilot Amaury Leveaux Frederick Bousquet  | 1:20,77  | Alessandro Calvi Marco Orsi Mattia Nalesso Filippo Magnini                                                                        | 1:23,37  | Duje Draganja Alexei Puninski Bruno Barbic Mario Todorovic | 1:23,58  |
| Rygcrawl      |                                                               |          | |          |                                                            |          |
| 50 m          | Stanislav Donets                                              | 23,22    | Aschwin Wildeboer Faber | 23,28    | Lubos Krizko                                               | 23,47    |
| 100 m         | Stanislav Donets                                              | 49,32    | Aschwin Wildeboer Faber | 49,61    | Helge Meeuw                                                | 50,89    |
| 200 m         | Stanislav Donets Aschwin Wildeboer Faber                      | 1:49,22  | – | –        | Pierre Roger                                               | 1:52,26  |
| Butterfly     |                                                               |          | |          |                                                            |          |
| 50 m          | Amaury Leveaux                                                | 22,23    | Milorad Cavic | 22,36    | Rafael Munoz Perez                                         | 22,48    |
| 100 m         | Milorad Cavic                                                 | 49,19    | Rafael Munoz Perez | 49,74    | Nikolaj Skvortsov                                          | 49,98    |
| 200 m         | Nikolaj Skvortsov                                             | 1:50,60  | Dinko Jukic | 1:52,31  | Maksim Ganikhin                                            | 1:52,32  |
| Brystsvømning |                                                               |          | |          |                                                            |          |
| 50 m          | Matjaz Markic                                                 | 26,47    | Aleksander Hetland | 26,64    | Emil Tahirovic                                             | 26,66    |
| 100 m         | Igor Borysik                                                  | 57,33    | Hugues Duboscq | 57,64    | James Gibson                                               | 57,91    |
| 200 m         | Hugues Duboscq                                                | 2:04,59  | Edoardo Giorgetti | 2:04,98  | Igor Borysik                                               | 2:05,47  |
| Medley        |                                                               |          | |          |                                                            |          |
| 100 m         | Peter Mankoc                                                  | 51,97    | Christian Galenda | 52,29    | James Goddard                                              | 52,36    |
| 200 m         | James Goddard                                                 | 1:53,46  | Vytautas Janusaitis | 1:54,51  | Alan Cabello Forns                                         | 1:55,70  |
| 400 m         | Dinko Jukic                                                   | 4:03,01  | Gergo Kis | 4:03,81  | Lukasz Wojt                                                | 4:05,13  |
| 4 × 50 m      | Mirco di Tora Alessandro Terrin Marco Belotti Filippo Magnini | 1:32,91  | Thomas Rupprath Marco Koch Johannes Dietrich Steffen Deibler Stanislav Donets Sergej Gejbel Jevgenij Korotisjkin Jevgenij Lagunov | 1:33,31  | –                                                          | –        |

### Kvinder
| Disciplin     | Guld                                                                    | Tid     | Sølv                                                          | Tid     | Bronze                                                         | Tid     |
| ------------- | ----------------------------------------------------------------------- | ------- | ------------------------------------------------------------- | ------- | -------------------------------------------------------------- | ------- |
| Fri stil      |                                                                         |         |                                                               |         |                                                                |         |
| 50 m          | Marleen Veldhuis                                                        | 23,55   | Hinkelien Schreuder                                           | 23,72   | Jeanette Ottesen                                               | 24,05   |
| 100 m         | Marleen Veldhuis                                                        | 51,95   | Jeanette Ottesen                                              | 52,08   | Ranomi Kromowidjojo                                            | 52,22   |
| 200 m         | Federica Pellegrini                                                     | 1:51,85 | Femke Heemskerk                                               | 1:53,79 | Daria Beljakina                                                | 1:53,85 |
| 400 m         | Coralie Balmy                                                           | 3:56,39 | Camille Muffat                                                | 3:57,48 | Alessia Filippi                                                | 3:59,35 |
| 800 m         | Alessia Filippi                                                         | 8:04,53 | Coralie Balmy                                                 | 8:05,32 | Lotte Friis                                                    | 8:09,91 |
| 4 × 50 m      | Hinkelien Schreuder Inge Dekker Ranomi Kromowidjojo Marleen Veldhuis    | 1:33,80 | Petra Granlund Clair Hedenskog Sarah Sjöström Lovisa Ericsson | 1:38,00 | Dorothea Brandt Petra Dallmann Lisa Vitting Daniela Schreiber  | 1:38,06 |
| Rygcrawl      |                                                                         |         |                                                               |         |                                                                |         |
| 50 m          | Sanja Jovanovic                                                         | 26,23   | Katerina Zubkova                                              | 26,65   | Elena Gemo                                                     | 26,77   |
| 100 m         | Sanja Jovanovic                                                         | 56,87   | Katerina Zubkova                                              | 57,01   | Laure Manaudou                                                 | 57,16   |
| 200 m         | Alexandra Putra                                                         | 2:02,48 | Alexianne Castel                                              | 2:03,10 | Elizabeth Simmonds                                             | 2:03,12 |
| Butterfly     |                                                                         |         |                                                               |         |                                                                |         |
| 50 m          | Hinkelien Schreuder                                                     | 25,21   | Jeanette Ottesen                                              | 25,54   | Diane Bui Duyet                                                | 25,55   |
| 100 m         | Jeanette Ottesen                                                        | 56,70   | Diane Bui Duyet                                               | 56,83   | Eszter Dara                                                    | 56,88   |
| 200 m         | Petra Granlund                                                          | 2:04,27 | Aurore Mongel                                                 | 2:04,73 | Jemma Lowe                                                     | 2:04,78 |
| Brystsvømning |                                                                         |         |                                                               |         |                                                                |         |
| 50 m          | Valentina Artemjeva                                                     | 29,96   | Janne Schäfer                                                 | 30,37   | Moniek Nijhuis                                                 | 30,45   |
| 100 m         | Valentina Artemjeva                                                     | 1:05,02 | Sophie de Ronchi                                              | 1:05,43 | Mirna Jukic                                                    | 1:05,64 |
| 200 m         | Alena Aleksejeva                                                        | 2:19,93 | Mirna Jukic                                                   | 2:20,48 | Patrizia Humplik                                               | 2:21,68 |
| Medley        |                                                                         |         |                                                               |         |                                                                |         |
| 100 m         | Hanna-Maria Seppälä                                                     | 59,24   | Evelyn Verraszto                                              | 59,49   | Francesca Segat                                                | 59,61   |
| 200 m         | Francesca Segat                                                         | 2:07,03 | Evelyn Verraszto                                              | 2:07,93 | Sophie de Ronchi                                               | 2:08,10 |
| 400 m         | Mireia Belmonte García                                                  | 4:25,06 | Alessia Filippi                                               | 4:26,06 | Francesca Segat                                                | 4:27,12 |
| 4 × 50 m      | Ranomi Kromowidjojo Moniek Nijhuis Hinkelien Schreuder Marleen Veldhuis | 1:45,73 | Daniela Samulski Janne Schäfer Lena Kalla Petra Dallmann      | 1:46,84 | Elena Gemo Roberta Panara Silvia di Pietro Federica Pellegrini | 1:47,05 |